# David Franklin
David Franklin (nascido em 7 de Maio de 1962) é um ator australiano, mais conhecido pelo público por sua atuação como Meeklo Braca na série televisiva de ficção científica Farscape e como Brutus em Xena - A Princesa Guerreira.
Suas aparições em filmes incluem Crocodilo Dundee em Hollywood e Matrix Reloaded.

## Filmografia
- Ben 10: A Corrida Contra o Tempo (2007)
- The Young and the Restless (2007)
- Nosso Amor do Passado (2005)
- Exército de Mercenários (2004)
- Matrix Reloaded (2003)
- Farscape (2000-2003)
- O Caçador de Crocodilos (2002)
- Xena - A Princesa Guerreira (1998-2001)
- Crocodilo Dundee em Hollywood (2001)
- Walk the Talk (2000)
- All Saints (2000)
- The Missing (1999)
- Fable (1997)
- Murder Call (1997)
- Reprisal (1997)
- Water Rats (1996)
- Blue Murder (1995)
- Violet's Visit (1995)
- Enchente - Quem Salvará Nossos Filhos? (1993)
- Time Trax (1993)
- Naufrágio no Pacífico (1992)
- Cluedo (1992)
- Shame (1987)
- Rock n' Roll Cowboys (1987)
- A Country Practice (1982)
- My Brilliant Career (1979)
- Esquadrão Resgate (1979)
- Loss of Innocence (1978)
- The Restless Years (1977)